# Domaine de Hida-Takayama
Le domaine de Hida-Takayama (飛騨高山藩, Hida-Takayama-han) est un domaine féodal japonais situé dans la province de Hida et également appelé domaine de Takayama (高山藩 Takayama-han). La région est contrôlée par le clan Kanamori.

## Liste desdaimyos
Le clan Kanamori dirige le domaine de 1586 à 1692 quand le domaine passe sous le contrôle du nouveau gouvernement national.
Clan Kanamori
1. Kanamori Nagachika
2. Kanamori Yoshishige (金森可重)
3. Kanamori Shigeyori (金森重頼)
4. Kanamori Yorinao (金森頼直)
5. Kanamori Yorinari (金森頼業)
6. Kanamori Yoritoki (金森頼時)

## Source de la traduction
- (en) Cet article est partiellement ou en totalité issu de l’article de Wikipédia en anglais intitulé « Hida-Takayama Domain » (voir la liste des auteurs).